# هدر فرنچ هنری
هدر فرنچ هنری (به انگلیسی: Heather French Henry) (زاده ۲۹ دسامبر ۱۹۷۴) سیاستمدار، فعال حقوق بشر، طراح مد و ملکه زیبایی اهل آمریکا است.
او در سال ۲۰۰۰ به نمایندگی از کنتاکی برنده دوشیزه آمریکا شد.